# Antoine-Sébastien Falardeau

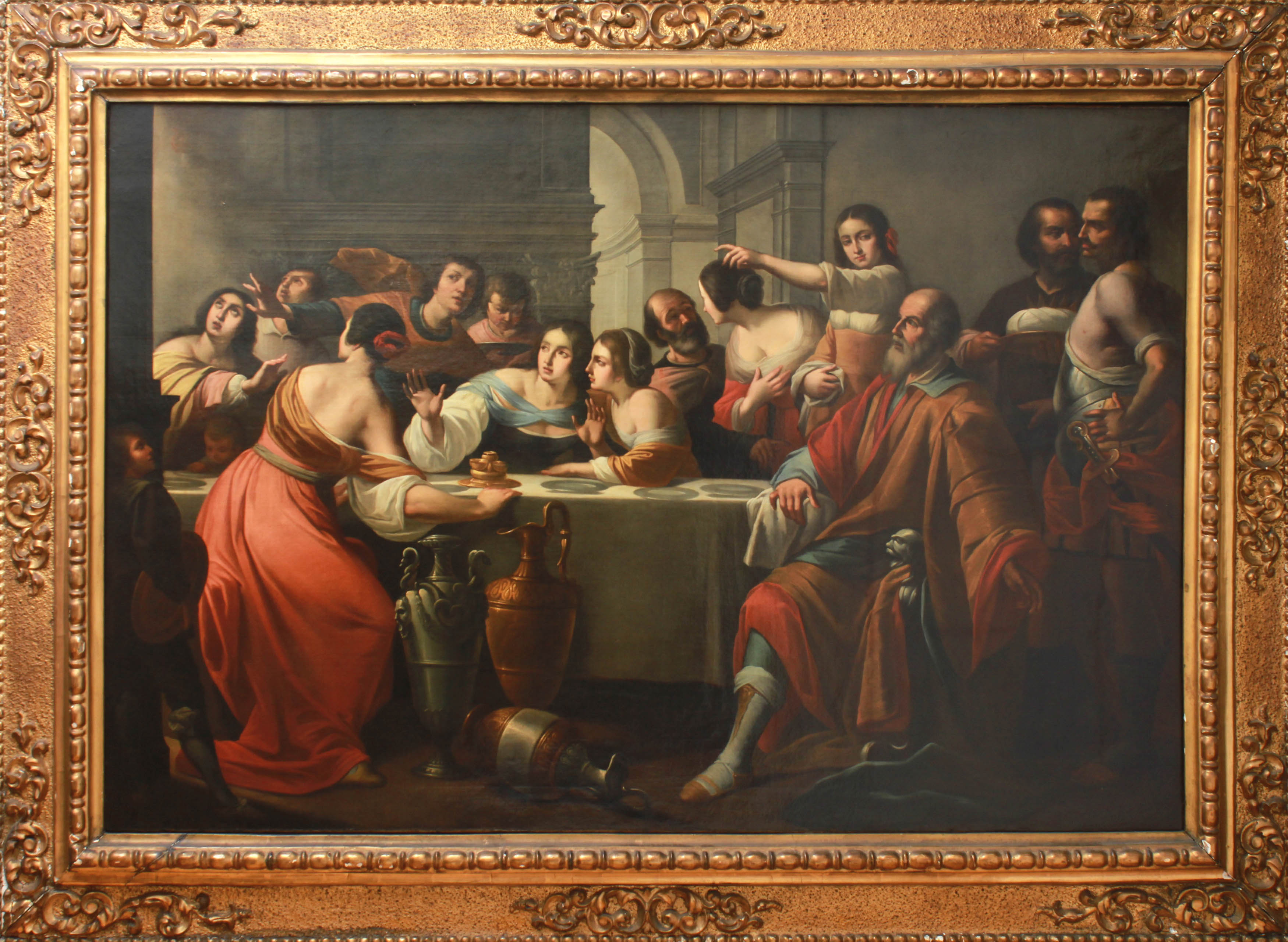
Antoine Sébastien Falardeau nach Giovanni Martinelli: Das Bankett des Balthasar, 1859

Antoine-Sébastien Falardeau (* 13. August 1822 in Cap-Santé, Niederkanada; † 14. Juli 1889 in Florenz, Italien) war ein kanadischer Maler, der vor allem für seine Kopien europäischer Meisterwerke bekannt ist.

## Leben
Antoine-Sébastien Falardeau  wurde als Sohn von Joseph Falardeau und Isabelle Savard geboren. In jungen Jahren zog er nach Québec, wo er als Angestellter arbeitete und von Robert Clow Todd zum Schildermaler ausgebildet wurde. 1846 verließ er Québec und ließ sich in Florenz nieder, wo er den größten Teil seines Lebens verbrachte. Dort wurde er als begabter Kopist bekannt, der Reproduktionen von Werken berühmter Künstler wie Carlo Dolci und Guido Reni anfertigte. 1852 wurde er von Karl III., Herzog von Parma, zum Ritter des Ordens vom Heiligen Ludwig ernannt. 1861 heiratete er Caterina Mannucci-Benincasa, die Tochter des Marchese Francesco Mannucci-Benincasa Capponi. Falardeau starb 1889 in Florenz bei einem Unfall, als sein Pferd scheute und ihn in einen Fluss warf.

## Werk
Falardeau spezialisierte sich auf die Anfertigung von Kopien berühmter Gemälde, die er mit großer Präzision und Liebe zum Detail ausführte. Seine Arbeiten waren bei Kunstsammlern und Touristen gleichermaßen beliebt. Neben Kopien schuf er auch Originalwerke, darunter Porträts und Landschaften. Ein bekanntes Werk ist sein Porträt von Christoph Kolumbus aus dem Jahr 1853, das sich heute im kanadischen Parlamentsgebäude befindet.

## Rezeption und Einfluss
Antoine-Sébastien Falardeaus Werk fand sowohl in Europa als auch in Kanada Anerkennung. Bei seinen Besuchen in Kanada 1862 und 1882 stellte er zahlreiche Werke aus und verkaufte sie erfolgreich. Seine Fähigkeit, Meisterwerke detailgetreu zu reproduzieren, trug dazu bei, europäische Kunst einem breiteren Publikum in Nordamerika zugänglich zu machen.